# Elasis (entreprise)
Pour les articles homonymes, voir Elasis.
L'entreprise Elasis est un centre de recherches du groupe Fiat, situé dans le mezzogiorno italien.
Créée en 1988, à Pomigliano d'Arco, dans la zone de l'ancien aéroport, elle est devenue en peu de temps une référence en matière de recherche et développement technique et scientifique dans le secteur de la construction automobile et l'une des plus importantes sociétés européennes d'ingénierie avancée. Avec un effectif de plus de 800 personnes, dont 80 % d'ingénieurs, elle travaille à la mise au point des futurs modèles et des moteurs du groupe.
Depuis 2006, son directeur général, Nevio di Giusto, assume également des mêmes fonctions au Centro Ricerche Fiat.